# Sickotoy
Alexandru Cotoi, cunoscut profesional ca SICKOTOY este un producător muzical și compozitor român. Acesta își lansează lucrările la casa de discuri Global Records, pentru care a compus piese pentru un timp îndelungat.

## Viață personală și carieră
SICKOTOY a dezvăluit că a fost atras din copilărie de muzică, dar și de instrumente muzicale cum ar fi pianul și chitara.
Înainte de a fi cunoscut sub numele de SICKOTOY, el a produs unele dintre cele mai cunoscute piese ale artiștilor români, printre care Delia, Irina Rimes, Alina Eremia și mulți alții.  Hituri celebre ale Deliei precum „Rămâi”, „Să-mi cânți”, „Rămâi cu bine”, „Acadele”, „Da, mamă”, sunt doar câteva piese unde Alex Cotoi și-a pus amprenta. El este și câștigătorul unui Grammy pentru „Cel mai bun album de latin rock, urban alternative”, obținut în urma colaborării cu Pitbull, Mohombi și Wisin pentru piesa „Baddest Girl in Town”.
Cu o experiență extinsă atât în muzică, cât și în programare, SICKOTOY este unul dintre cei mai apreciați în ceea ce privește producătorii de muzică ai momentului. Crescând în Europa, SICKOTOY a fost mereu determinat să petreacă mult timp călătorind și să înțeleagă în profunzime diverse culturi și stiluri muzicale. „Addicted” de Sickotoy și Minelli a fost licențiat în Turcia, Grecia, Cipru, Rusia și CSI și s-a bucurat de succes comercial impresionant: nr. 1 în Spotify Viral 50 România, numărul 4 în Shazam România. Sickotoy a lansat videoclipul pentru „You Don't Love Me”, o melodie proaspătă, cu un vibe exotic, un ritm atrăgător și influențe orientale. Pentru această melodie, Sickotoy a colaborat cu Roxen, un nou artist care are o voce memorabilă și o prezență specială. Videoclipul este foarte detaliat, influențat de viața de noapte. În doar câteva săptămâni după lansare, piesa a fost inclusă în listele de redare ale celor mai relevante posturi de radio din țări precum Turcia, Bulgaria, Lituania, Kosovo, Slovenia, Kazahstan, Estonia și Moldova.

## Discografie

### Single-uri
| Titlu                                            | An   | Poziții | Poziții |
| Titlu                                            | An   | ROU     | BGR     |
| ------------------------------------------------ | ---- | ------- | ------- |
| „Addicted” (feat. Minelli)                       | 2019 | 2       | —       |
| „You Don't Love Me” (feat. Roxen)                | 2019 | 3       | 7       |
| „Dum Dum” (feat. Ilkay Sencan)                   | 2020 | 20      | —       |
| „VKTM” (feat. INNA & TAG)                        | 2020 | 92      | —       |
| „Gasolina” (feat. Emaa)                          | 2020 | 13      | —       |
| „Touché” (feat. Misha Miller)                    | 2020 | —       | —       |
| „Green Light” (feat. Aysia & BJ)                 | 2021 | 47      | —       |
| „Call 911” (feat. MARUV)                         | 2021 | —       | —       |
| „Dancin' To Forget” (feat. Randi)                | 2021 | —       | —       |
| „Papa” (feat. INNA & Elvana Gjata)               | 2021 | —       | —       |
| „Runnin' Out Of Love” (feat. Nethy Aber)         | 2021 | —       | —       |
| „Maria” (feat. IRAIDA)                           | 2021 | —       | —       |
| „Too Deep” (feat. Eva Timush)                    | 2022 | —       | —       |
| „Said and Done”                                  | 2022 | —       | —       |
| „Now”                                            | 2022 | —       | —       |
| „2 High 2 Care”                                  | 2022 | —       | —       |
| „Im My Blood” (feat. Nethy Aber)                 | 2022 | —       | —       |
| „Don't Look The Other Way” (feat. Olivia Addams) | 2023 | —       | —       |
| „Think About U” (feat. Minelli)                  | 2023 | —       | —       |
| „My Love” (feat. Chopin)                         | 2023 | —       | —       |
| „Into The Light” (feat. DAYANA)                  | 2023 | —       | —       |
| „Bad Girls” (feat. Inna, Antonia & Eva Timush)   | 2023 | —       | —       |
| „Bass Bass”                                      | 2023 | —       | —       |
| „Don’t let me go”                                | 2023 | —       | —       |
| „Rakata” (feat. Misha Miller)                    | 2024 | —       | —       |
| „Como El Agua” (feat. Nicole Cherry)             | 2024 | —       | —       |